# Тройен
Тройен (нем. Treuen) — город в Германии, в земле Саксония. Подчинён земельной дирекции Кемниц. Входит в состав района Фогтланд. Население составляет 8513 человек (на 31 декабря 2010 года). Занимает площадь 43,72 км². Официальный код — 14 1 78 680.
Город подразделяется на 12 городских районов.